# Kim Yong-ik (Judoka)
Kim Yong-Ik (* 17. Mai 1947) ist ein ehemaliger nordkoreanischer Judoka. Er gewann bei seiner einzigen internationalen Turnierteilnahme eine olympische Bronzemedaille.
An den Olympischen Spielen 1972 in München nahm nur ein nordkoreanischer Judoka teil. Der 1,70 m große Kim Yong-ik startete im Leichtgewicht, der Gewichtsklasse bis 63 Kilogramm. In seinem ersten Kampf unterlag er dem Franzosen Jean-Jacques Mounier. Da dieser aber das Pool-Finale gewann, kämpften die Judokas, die gegen ihn verloren hatten, in der Trostrunde gegeneinander. Kim besiegte nacheinander den Briten Edward Mullen, den Ungarn Ferenc Szabó und den Kubaner Héctor Rodríguez und erreichte damit das Halbfinale. Dort unterlag Kim dem späteren japanischen Olympiasieger Takao Kawaguchi und erhielt eine Bronzemedaille. 